# چی-تالا (شهرستان آلای)
چی-تالا (به لاتین: Chiy-Talaa) یک روستا در قرقیزستان است که در شهرستان آلای واقع شده‌است. چی-تالا ۱٬۴۹۶ نفر جمعیت دارد و ۲٬۳۵۶ متر بالاتر از سطح دریا واقع شده‌است.